# 키암부현

키암부현

키암부현(Kiambu County)은 케냐를 구성하는 47개 현 가운데 하나로 현도는 키암부이며 면적은 2,538.6km2, 인구는 2,417,735명(2019년 기준)이다. 2013년에 실시된 행정 구역 개편에 따라 중부주에서 분리되어 신설되었다. 북쪽으로는 무랑가현, 동쪽으로는 마차코스현, 남쪽으로는 나이로비현과 카지아도현, 서쪽으로는 나쿠루현, 북서쪽으로는 니안다루아현과 접한다.

## 인구
| 연도    | 인구      | ±%     |
| ------- | --------- | ------ |
| 1979    | 686,290   | —      |
| 1989    | 914,412   | +33.2% |
| 1999    | 1,389,723 | +52.0% |
| 2009    | 1,623,282 | +16.8% |
| 2019    | 2,417,735 | +48.9% |
| source: |           |        |

## 같이 보기
- 나쿠루현
- 메루현
- 카지아도현
- 마차코스현
- 니안다루아현